# Umělý mramor
Umělý mramor (také stucco lustro) je štuková náhrada přírodního mramoru uplatňovaná v historické architektuře od 17. do 19. století. Umělý mramor se používá jako vnitřní, velmi kvalitní, trvanlivá sádrová omítka. Vyleštěný povrch má vzhled přírodního mramoru, nemá však spáry a na omak není chladný . Mezi výhody umělého mramoru patří jeho vysoká odolnost a stabilita, kdy vydrží několik století.

## Použití
Umělý mramor se používá hlavně v interiérech. Z důvodu vysoké ceny byl v minulosti používán v reprezentativních stavbách, zejména v kostelech nebo kaplích k vnější povrchové úpravě oltářů, sloupů, pilastrů nebo stěn. Použití umělého mramoru dosáhlo největšího rozmachu v době baroka a historismu od 17. do 19. století ve střední a jižní Evropě .

## Malta
Malta, tzv. těsto, se připravuje mísením z několika různě barevných sádrových omítek. Tyto omítky jsou v tužším, těstovitém stavu (nikoliv tekutém), aby se neslily, ale aby se prohnětením nepravidelně pospojovaly. Při použití dvou a více barevných odstínů a jejich prohnětení je v řezu vidět nepravidelná struktura promísení barev vytvářející mramorovou strukturu. Sádra se rozdělává klihovou vodou, která zpomaluje tuhnutí až na 12–24 hodin. Zbarvení se provádí práškovými barvami – pigmenty. Po prohnětení na požadovanou strukturu (delší hnětení vytváří jemnější strukturu) se hmota vyválí do polotuhého stavu na tloušťku 1–2 cm.
Pro barvení se používají různé příměsi, například oxid kobaltu barví směs do modra, existuje mnoho druhů barevného tónování mramoru, nejpoužívanější je bílý, červený, zelený a šedočerný.

## Omítání
Pláty vyválené hmoty se přikládají a fixují na připravenou předlohu. Například těleso oltáře může být vyzděné, nebo ze dřeva pobité rákosovou rohoží. Pod umělý mramor se nanáší hrubá omítka, která vyrovná povrch. Nanesení hmoty se provádí v plátech, silným přitlačením na podklad aby došlo k vytlačení vzduchu a přilepení hmoty na podklad. Pláty se kladou postupně vedle sebe po celém povrchu, tvarují podle podkladu.
Po pokrytí celé plochy se povrch srovná tak, aby byla plocha hladká a jednotlivé přechody na sebe plynule navazovaly. Potom se omítka nechá zatvrdnout a vystupující nerovnosti se zarovnají mosazným hoblíkem . Prohlubně se přetmelí tmelovým šlemem, který je hustá sádrová hmota, klihová voda a barevný pigment pro dosažení barevné shody s podkladem , šlem se po vytvrdnutí přebrousí pemzou.

## Povrchová úprava
Pro dosažení hladkého a lesklého povrchu je potřeba provést finální broušení povrchu, které se provádí šestkrát. Na zaschlý povrch se nanese tenká vrstva, která se vyhladí a vyleští. Postupuje se od husté vrstvy (první–spodní) až po řídkou vrstvu (poslední–vrchní). Při broušení povrchu se pro každou vrstvu používají odlišná abraziva: pískovec – pemza – anglický hadec – břidlice – krevel  a provádí se krouživými pohyby tak, aby došlo k úplnému slynutí celé plochy.
Pro získání dokonale hladkého, lesklého povrchu a fixování mikrospár se používá lněný olej ředěný terpentýnem v poměru 1:1 . Poslední úprava se provádí nanesením včelího vosku ředěného terpentýnem v poměru 1:3 . Povrch se po dokonalém zaschnutí v rozmezí 2 až 3 dny rozlešťuje měkkou látkou, například flanelem.

## Stucco lustro
Štuko lustro  příp. štuka lustra (z italštiny), znamená lesklý štuk. Jedná se o levnější náhradu umělého mramoru složeného z vápna, písku a mletého mramoru. V tomto případě se nanáší pouze tenká vrstva barevného štuku, kdy je nanášení možné i na tvarově složité a členěné plochy podkladu . Tuto vrstvu je možno za vlhka polychromovat, to je přibarvit. Před vyschnutím se povrch napouští voskovou emulzí a za horka leští . 
V literatuře někdy dochází k zaměňování pojmů štuko lustro a umělý mramor vůbec, ale štuko lusto je pouze jeden z druhů umělého mramoru.

## Štukatér—mramorář
Výroba umělého mramoru je velmi náročná na odbornost, zkušenosti a mnohaletou praxi, proto ji provádí specialisté v oboru štukatérském.